# Les Pennes-Mirabeau
Les Pennes-Mirabeau is een gemeente in het Franse departement Bouches-du-Rhône (regio Provence-Alpes-Côte d'Azur). De plaats maakt deel uit van het arrondissement Aix-en-Provence. Les Pennes-Mirabeau telde op 1 januari 2022 22.423 inwoners.

## Geografie
De oppervlakte van Les Pennes-Mirabeau bedroeg op 1 januari 2022 33,66 vierkante kilometer; de bevolkingsdichtheid was toen 666,2 inwoners per km². Ten oosten van de plaats loopt het Canal de Marseille.
De onderstaande kaart toont de ligging van Les Pennes-Mirabeau met de belangrijkste infrastructuur en aangrenzende gemeenten.

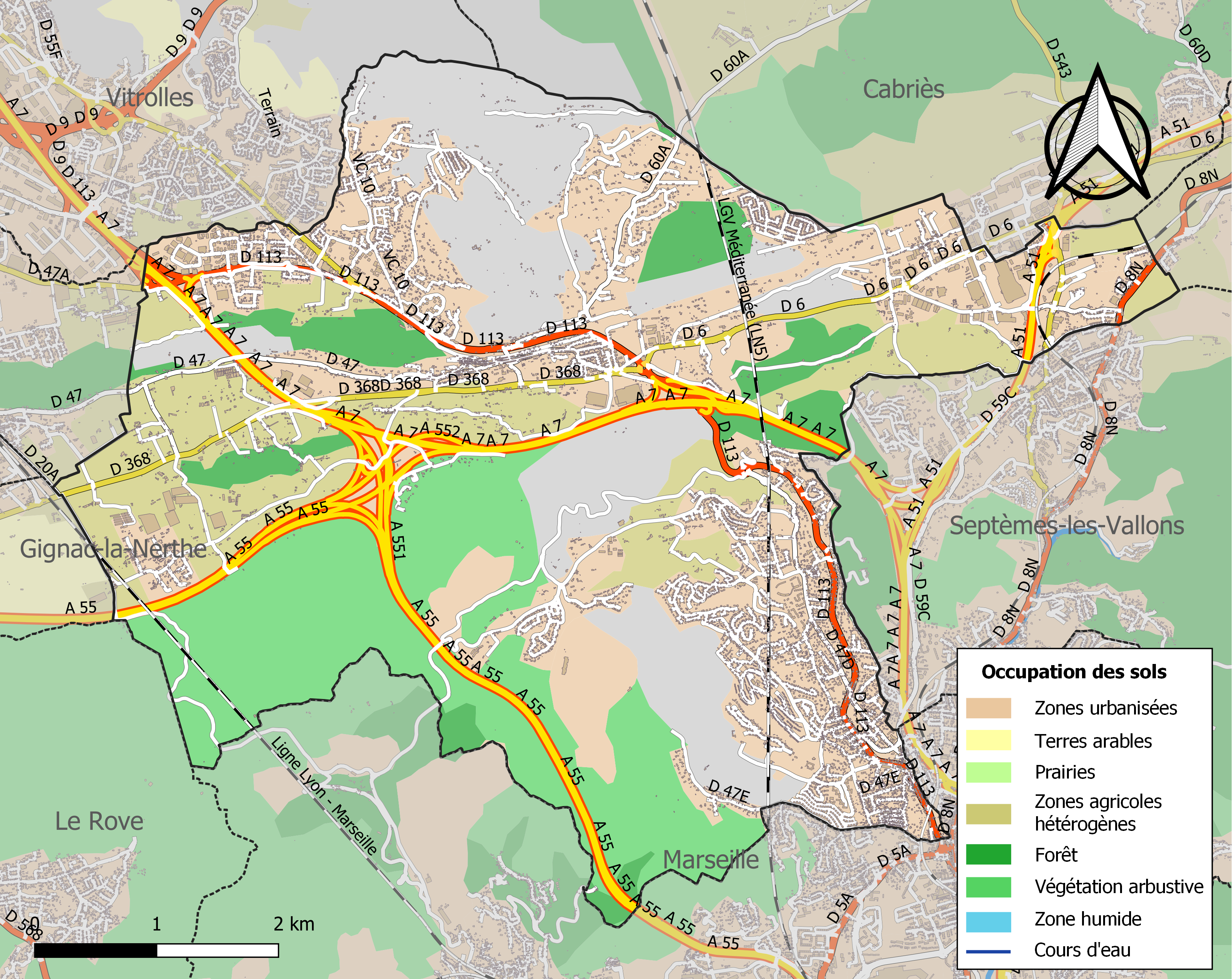

## Demografie
Onderstaande figuur toont het verloop van het inwonertal (bron: INSEE-tellingen).
Vanwege een beveiligingsprobleem met de MediaWiki Graph-software is het momenteel niet mogelijk deze grafiek weer te geven. Zodra de software is bijgewerkt zal de grafiek vanzelf weer zichtbaar worden.